# 1988年夏季残疾人奥林匹克运动会新西兰代表团
1988年夏季残疾人奥林匹克运动会新西兰代表团是新西兰派出的1988年夏季残疾人奥林匹克运动会代表团。获得2枚金牌、4枚银牌和11枚铜牌。